# Relações militares entre Estados Unidos e Israel

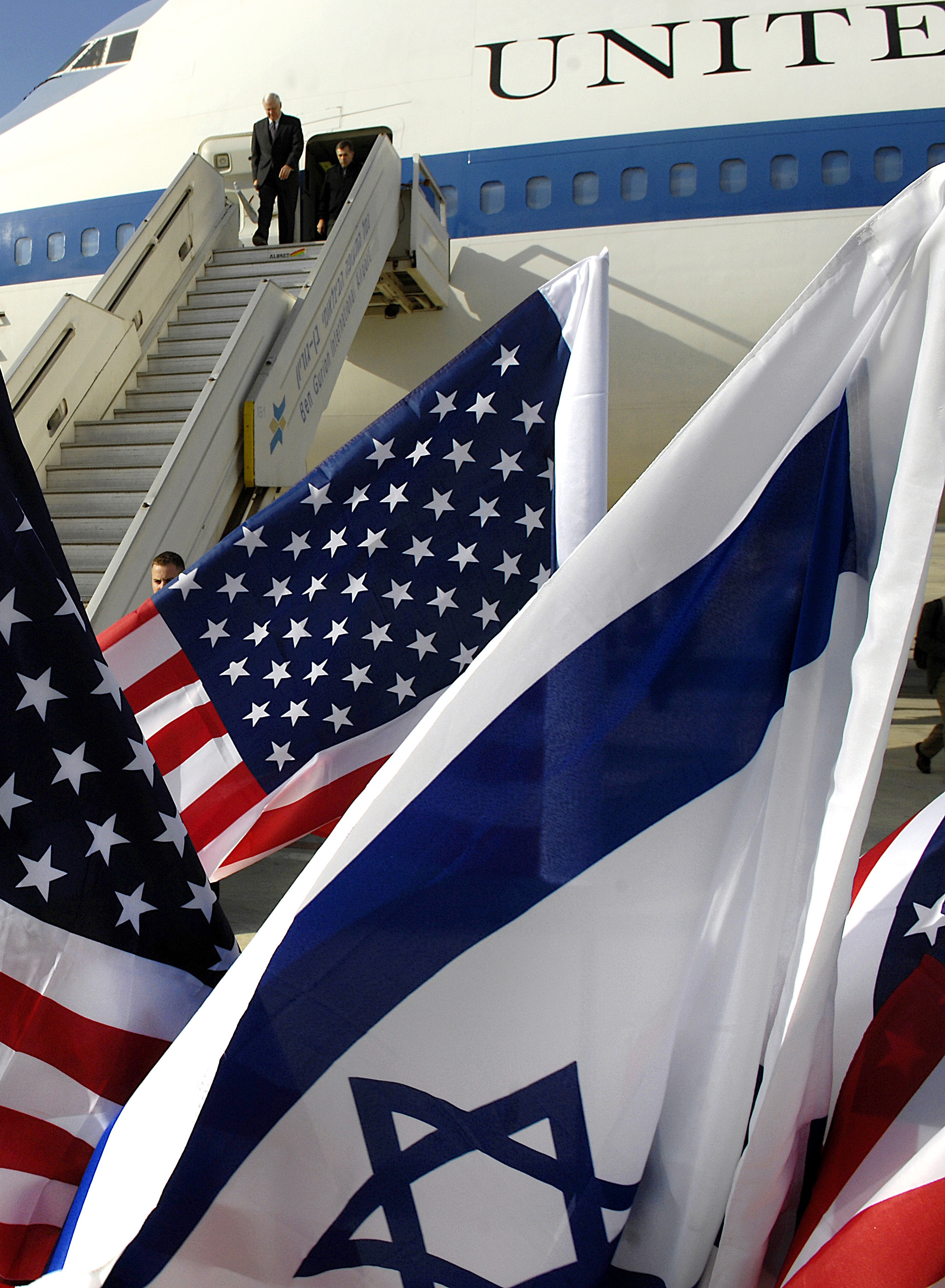
Estreitas relações entre Israel e EUA: bandeiras dos dois países tremulam na chegada do Secretário de Defesa estadunidense, Robert M. Gates, a Tel Aviv, em 18 de abril de 2007.

As relações militares Estados Unidos - Israel têm sido bastante estreitas entre os dois países, refletindo os interesses estratégicos e de segurança que compartilham no ambiente instável do Oriente Médio, bem como em razão do poderoso lobby pró-Israel nos EUA.
Israel é o país maior beneficiário no total da assistência econômica e militar direta dos Estados Unidos desde a II Guerra Mundial, e foi o maior beneficiário anual no período de 1976-2003, ano em que, por causa da invasão do Iraque, este país superou o estado judeu como maior beneficiário anual dos EUA.
Grande comprador de equipamentos militares estadunidenses, Israel também envolve-se no desenvolvimento conjunto de tecnologia militar e, regularmente, realiza exercícios militares conjuntos com os EUA e outras forças aliadas. Segundo o embaixador  Chas W. Freeman  Jr. os contribuintes americanos financiam  20% a 25% do orçamento israelense de defesa. Segundo Chase, o governo americano também trabalha duro para proteger Israel das conseqüências das suas políticas e ações nos territórios ocupados ou contra países vizinhos ou, mais recentemente, em águas internacionais. Os cerca de 40 vetos dos Estados Unidos no Conselho de Segurança da ONU para proteger Israel  são, segundo o embaixador, apenas a ponta do iceberg: além disso, os Estados Unidos, arcaram  com enormes custos políticos ao bloquear um número muito maior de reações da comunidade internacional contra o comportamento de Israel, afirma o embaixador. 
O relacionamento entre os EUA e Israel foi se aprofundando paulatinamente no tempo mas, como afirmou Alan Dowty, "não foi um simples processo linear de crescente cooperação, mas uma sucessão de situações de barganha tendenciosa, com diferentes componentes estratégicos e políticos em cada uma delas."